# Richmond Nji
Richmond Nji,né le 13 Avril 2005 à Yaoundé, est un footballeur camerounais qui joue au poste d'avant-centre à Victoria United FC de Limbé, au Cameroun.

## Biographie

### Enfance, débuts et éducation
Richmond Nji grandit dans la ville de Yaoundé, département du Mfoundi,. Dans le cadre de son parcours sportif, Richmond arrive à Limbé en 2023 et signe son premier contrat avec Victoria United FC, aussi connu sous le nom de OPOPO. Ceci marque le début de sa carrière de footballeur.

### Carrière
Lors de la saison 2023-2024, Richmond Nji dispute sa première saison en MTN Elite One, la première division du championnat camerounais. Son club réalise une performance notable en se qualifiant pour les playoffs, une phase décisive de la compétition. À l'issue de la saison, l'équipe décroche une place pour les tours préliminaires de la Ligue des champions de la CAF, marquant ainsi une avancée significative sur la scène continentale.

## Palmarès
Le 18 avril 2024, Richmond remporte avec OPOPO le championnat du Cameroun de football pour la saison 2023-2024. L'équipe s'impose en terminant première au classement des play-offs, devançant ainsi son principal concurrent, le Stade Renard de Melong, qui termine à la deuxième place.